# Usina Termelétrica do Vale do Açu
A Usina Termelétrica do Vale do Açu Jesus Soares Pereira (UTE JSP), mais conhecida como Termoaçu, é uma usina termoelétrica brasileira localizada no município de Alto do Rodrigues, na região do Vale do Açu, no estado do Rio Grande do Norte.
É um ativo de co-geração, produzindo energia elétrica e vapor de água, utilizado na extração de petróleo na região. Utiliza gás natural como combustível. 

## Histórico
A usina é fruto do PPT – Programa Prioritário de Termelétricas, lançado pelo Governo Federal em 2001, durante a crise do “apagão” elétrico. As obras estiveram longo tempo paralisadas a partir de 2003 por divergências na política do gás e dos valores tarifários de repasse às distribuidoras, tendo sido retomadas em 2005.
Para atendimento à usina, foi construído o gasoduto Açu-Serra do Mel, com 31 quilômetros de extensão e capacidade de transporte de 03 milhões de m³/dia, interligado à malha de gasodutos existentes na região por meio do Gasfor. O gasoduto faz parte do Programa de Aceleração do Crescimento (PAC) e foi concluído em dezembro de 2007, com investimento de R$ 42 milhões.
A termelétrica foi inaugurada em 19 de setembro de 2008 pelo então presidente Luiz Inácio Lula da Silva.  A usina foi construída no Sítio São José em Alto do Rodrigues pela Construções e Comércio Camargo Corrêa Ltda. A obra utilizou recursos do PAC e custou R$ 735 milhões.
O complexo era de propriedade da Termoaçu S.A., empresa da Petrobras criada para esse fim. Até julho de 2013, o capital da empresa era composto por 76,9% da Petrobras e 23,1% do Grupo Neoenergia. Em 2013, a Neoenergia vendeu sua parte a estatal.
Em fevereiro de 2014, a Petrobrás incorporou a subsidiárias Termoaçu S.A. e Termoceará Ltda..
A usina celebra contrato de produção de energia com as distribuidoras COSERN (Companhia Energética do Rio Grande do Norte) e COELBA (Companhia Energética da Bahia) e produção de vapor com a Petrobras, para a qual fornece vapor para injeção na produção de dois campos terrestres de extração de petróleo (Alto do Rodrigues e Estreito), com capacidade de 610 t/h.

## Capacidade
A usina tem capacidade de 323 MW, sendo composta de dois conjuntos de turbogeradores a gás com potência nominal de 170 MW cada; duas caldeiras de recuperação de calor com vazão nominal de 300 t/h de vapor cada; uma subestação de 230 kv, uma linha de transmissão em 230 Kv com 30 km de extensão, ligando a usina à subestação Açu II da Chesf onde se conecta ao Sistema Interligado Nacional (SIN).

Há um projetado de expansão, com mais uma turbina a vapor, complementando mais 110 MW de capacidade à planta, totalizando 450 MW.